# Arseen(V)oxide
Arseen(V)oxide is een anorganische verbinding van arseen, met als brutoformule As2O5. Het is een zeer toxisch en hygroscopisch wit kristallijn poeder, dat goed oplosbaar is in water. De stof wordt in kleine concentraties gebruikt als pesticide en fungicide.

## Synthese
Arseen(V)oxide wordt bereid door een oxidatie van arseen(III)oxide met ozon, waterstofperoxide of salpeterzuur.

## Toxicologie en veiligheid
De stof ontleedt bij verhitting boven 300°C, met vorming van giftige dampen en gassen, waaronder arseen(III)oxide. De oplossing in water is een zwak zuur. Arseen(V)oxide reageert met reductiemiddelen, waarbij een zeer giftig gas, arsine, gevormd kan worden. De stof tast vele metalen aan in aanwezigheid van water of vocht.
De stof is irriterend voor de ogen, de huid en de luchtwegen. Ze kan effecten hebben op het bloed, het hart- en vaatstelsel, het perifeer zenuwstelsel en de lever. Blootstelling ver boven de toegestane grenzen (0,01 mg/m³) kan de dood veroorzaken.
Bij langdurige of herhaalde blootstelling kunnen er effecten optreden op de huid (overmatige verhoorning), het hart- en vaatstelsel, het perifeer zenuwstelsel, het beenmerg (veranderingen in de aanmaak van bloedcellen), de lever en de longen. Deze stof is kankerverwekkend bij de mens.